# (25000) Astrometria
(25000) Astrometria (1998 OW5) – planetoida z grupy pasa głównego asteroid okrążająca Słońce w ciągu 5,63 lat w średniej odległości 3,16 j.a. Odkryta 28 lipca 1998 roku.